# Atelerix albiventris
Atelerix albiventris é uma pequena espécie de ouriço nativa da maior parte da África sub-sahariana. Possui em média 15-25 centímetros de comprimento e pesa entre 350 e 700 gramas. Tem o dorso coberto por espinhos escuros e o restante do corpo por pelos de cor mais clara.  Essa espécie é as vezes mantida como mascote.
Para se defender de predadores, ele pode se enrolar em uma bola deixando apenas os espinhos a mostra, uma estratégia semelhante à do equidna-ouriço e do famoso tatu-bola. Ele pode usar os espinhos como proteção, mas ao contrário do porco-espinho, o ouriço nunca deixa os espinhos se soltarem de seu corpo e ficarem presos no corpo do agressor.
É um animal de hábitos noturnos e solitários. É onívoro e sua dieta inclui insetos, moluscos, aracnídeos, vermes, pequenos vertebrados e plantas. Seu corpo tolera sem problema as toxinas venenosas contidas em alguns de seus alimentos, como o escorpião.
Quando a temperatura ambiente fica muito quente para o ouriço, ele costuma se entocar em um buraco, quando está muito fria, é capaz de hibernação.